# Chané
Chané är den gemensamma beteckningen för de sydligaste arawaktalande folken. De levde vid foten av den östra sidan av Anderna samt på slätterna i norra Gran Chaco och i Bolivia, Argentina, Paraguay och Brasilien. De historiska chané delas in i två huvudgrupper: de egentliga chané ("the chané proper") som levde i Bolivia och norra Argentina, och guaná som migrerade till Paraguay och Brasilien under huvudsakligen 1700-talet. Under senare århundraden har de till stora delar absorberats av angränsande folk. De chané som har överlevt till 2000-talet i Bolivia är 5500 izoceño (blandning av chané och ava guarani) i Bolivia och 3 044 chané Argentina. Överlevare av de östliga guaná har till viss del absorberats av mbayá, ett guaycuruansktalande folk med vilka de under århundraden har haft ett komplext beroendeförhållande med. De guaná som fortfarande finns är grupperna tereno och kinikinao, båda i provinsen Mato Grosso do Sul i Brasilien. Andra guanágrupper var echoaladi och layana.

## Historia
Chané, tillsammans med andra arawakgrupper, antas ha sitt ursprung i nordöstra Sydamerika, och spred sig söderut för omkring 2500 år sedan. De utvecklade en jordbruksbaserad kultur, byggde tätbefolkade byar, odlade majs, jordnötter, bomull och squash och blev kända för sin keramik. De tillverkade också trämasker och vävde tyger. Arkeologiska lämningar har i huvudsak återfunnits i Bolivias slättland i de områden som omger Santa Cruz de la Sierra, Samaipata, Portachuelo, Valle Abajo, Okinawa, Cotoca, El Pari, Mataral och Warnes. En av de mer kända platserna är Fuerte de Samaipata.

### Chané, Inkariket och ava guarani
Chané var en ganska fredlig kultur och hade handelsförbindelser med Inkariket och med andra arawaktalande grupper i norr och öst. Chané och Inkariket samarbetade för att bekämpa ava guarani, vilka kallades för chiriguanos av Inkariket och spanjorerna. Chiriguanos anföll regelbundet chané, och före den spanska erövringen hade chiriguanos kuvat chané och stoppat Inkarikets utbredning mot slättlandet öster om Anderna i det som nu är departementet Santa Cruz. Några chané tvingades till slaveri av chiriguanos, andra migrerade till mindre bördiga regioner i sydost. Många chanékvinnor togs som fruar av chiriguanomän och inledde därmed en assimilationsprocess. Både ava guaraní och guaranítalande chané assimilerades och blandades i sin tur med européer under kolonialtiden och efter det att Argentina och Bolivia blivit självständiga stater.

### Guaná
Guaná, (även kallad layaná) är den östra grenen av chané. De stod i ett beroendeförhållande till mbayá, ett förhållande som enligt spanska källor var etablerat 1548, och möjligen ännu tidigare. Guaná var jordbrukare i motsats till mbayá som var nomader och som red på hästar i början av 1600-talet. I början av 1700-talet levde guaná i sju stora byar med 1000 eller fler personer i varje by på västra sidan av Paraguayfloden mellan 19 och 22 breddgraden, syd. Senare under 1700-talet migrerade flera av dem tillsammans med mbayá från Chacoområdet till över Paraguayfloden till den östra sidan av floden. Under 1700-talets början beräknas guanás befolkning ha uppgått till mellan 18 000 till 30 000. År 1793 hade antalet minskat till 8 200.
Guaná försåg mbayás hövdingar med arbetskraft, jordbruksprodukter, textilier och fruar och i utbyte fick de skydd och europeiska varor, framför allt verktyg av järn. De olika kulturerna blev efterhand mer lika varandra. Mbayá började praktisera jordbruk och vävning och guaná började rida och använda hästar. Mbayá, vars befolkningstillväxt traditionellt hölls nere genom sena äktenskap och abort, behövde stärkas vilket de gjorde genom ingifte av guaná och genom att röva kvinnor från andra grupper. 
Men beroendeförhållandet mellan de två minskade efterhand och 1850 hade guaná brutit sitt förhållande till mbayá och levde i området Miranda (kommun i Mato Grosso do Sul). Betydelsefullt för utvecklingen vid denna tid var naturligtvis Trippelallianskriget. Direktkontakten med spanjorer och portugiser gjorde att guaná nu inte var beroende av mbayá för tillgången till järn. Guanás största delstam var Tereno som utgjordes av 3 till 4 tusen personer vid den tiden. År 2001 kallas de Terêna och 16 000 bodde då i samma område.

Erland Nordenskiöld 1908 i byn Campo y Duran, Rio Itiyuro, Argentina.

Hövdingen Vocapoys hustru målar ett lerkärl. Rio Itiyuro, Argentina. Foto: Erland Nordenskiöld, 1908

## Erland Nordenskiöld och chané
Den svenske etnografen Erland Nordenskiöld besökte chané under sina många expeditioner i Sydamerika i början av 1900-talet, framför allt under den Hernmarckska expeditionen 1908-1909 och Expeditionen till Bolivia 1913-1914. Dessa samlingar förvaras idag på Etnografiska museet, Stockholm, och på Världskulturmuseet, Göteborg. Nordenskiöld skrev då att chané vid denna tid var beroende av de vita och att deras egen kultur till stor del var försvunnen. Han betonade också beroendeförhållandet till chiriguanos och hur lik den materiella kulturen var chiriguanos. Det gamla chanéspråket användes fortfarande i vissa sammanhang men hade karaktären av ett hemligt språk. De som kunde språket var oftast ovilliga att dela med sig av det. Nordenskiöld lyckades dokumenterade ett fåtal termer. Numera anses språket vara utdött. I maj 1908 lärde Nordenskiöld känna chanéhövdingen Vocapoy vid Rio Itiyuro (även kallad Carapari) i norra Argentina på gränsen till Bolivia. Han hjälpte då Vocapoy att upprätta en karta över chanés område. De chané som Nordenskiöld sedan träffade vid Rio Parapíti kallades tapuy. Här träffade han Batirayu som var brorson till hövdingen Aringui. Före honom hette hövdingarna Yambáe, Ochoapi och Chotchóri. När Chotchóri var hövding hade ännu inga vita kommit till Parapiti. 

### Materiell kultur
Tidigare hade chané tillverkat sina pilar av chuchio men hade övergått till att odla en typ av vass för piltillverkning, något som gällde många andra folkgrupper i området som fortfarande tillverkade pilar. Inom jordbruket använde de tidigare spadar av trä men dessa var nu ersatta av järnspadar. Även om chané nu hade övergett mycket av sina gamla traditioner och sina gamla ting var det inte ovanligt att de sparade gamla föremål och dräkter. De äldre var ofta ovilliga att sälja medan de yngre var betydligt villigare. 
I de byar där man ännu inte helt gått över till europeiska kläder bar kvinnorna ett säckformigt plagg som kallades "tiru". Dock hade detta plaggs utförande ändrats, sannolikt under inflytande från missionärer. Tidigare bar kvinnorna det endast som ett skynke runt höfterna. Halsband var tillverkade av svarta frön och av turkos- och crysolitpärlor. Dessa pärlor kom från jorden på gamla bo- och gravplatsområden. Männen bar i regel bara europeiska kläder. Vid Rio Parapiti förekom det dock att männen bar mantlar liknande de som nivaclé och choroti också bar. Till vardags målade de sig sällan, någon gång såg Nordenskiöld män och kvinnor som målat sig med röd färg. Ännu ovanligare var det med tatueringar. 

### Boende
I byarna kunde det bo upp till 100 personer. Hyddorna och bostäderna var ofta arrangerade runt ett centralt torg. Hyddorna var fyrkantiga och byggda av rör eller träribbor som var rappade med jord och med gräs till tak. En dörr fanns på gaveln. Till detta hade de ofta en eller flera majslador. Dessa hyddors utseende menade Nordenskiöld var starkt påverkade av europeiskt sätt att bygga. Hur chané tidigare byggt lyckades Nordenskiöld inte få fram, däremot byggde chiriguanos tidigare mycket stora hyddor som kunde rymma 100 personer. Men då får man gå tillbaks till 1700-talet. I byarna var det i regel rent och snyggt. Sovplatserna var direkt på marken eller i form av sängar av bamburör. Hängmattor förekom men var inte särskilt vanliga. Längs väggarna stod lerkärl i olika dimensioner och i taket hängde kläder, matvaror, mediciner, pilar, bågar mm. 

### Begravningar
Den döde begravdes påklädd i ett stort lerkärl under hyddan med ett kalebasskärl för vatten i knäet. Armarna lades i kors över bröstet och benen drogs upp så att knäna nådde hakan. Ett annat kärl sättes upp och ner som ett lock. Hyddan övergavs inte utan man fortsatte att bo i den. 

## Chané idag
Det finns några chanésamhällen som fortfarande bor i Izozog-regionen i Santa Cruz, Bolivia, och i Yacui och Che-Renda nära Tartagal, Argentina. I båda fallen har de blivit influerade av guaranis språk och kultur, men har behållit sin chane-identitet. De andra ättlingarna av chanékulturen blandades först med guaranerna, senare med spanjorerna och under de senaste två århundradena med migrationsströmmar från andra européer, araber och invandrare från andra delar av Bolivia och Argentina. Chanékulturen är en viktig del av befolkningarna i Santa Cruz, Paraguayas Chaco, Saltaprovinsen, Jujuyprovinsen och Argentinas Chaco.